# 上普罗旺斯阿尔卑斯省市镇列表
法国上普罗旺斯阿尔卑斯省共有198个市镇。